# Indra Nooyi
Indra Krishnamurthy Nooyi, född den 28 oktober 1955, är en indisk-amerikansk företagsledare. Hon var ordförande och verkställande direktör för PepsiCo och rankas av Forbes som en av världens 100 mäktigaste kvinnor. Som högst rankades hon åren 2008 och 2009, då hon kom på tredje plats på listan.

## Utbildning och karriär
Indra Nooyi föddes den 28 oktober 1955 i Madras (nu Chennai) i Indien.
Nooyi utbildade sig vid Holy Angels Anglo Indian Higher Secondary School i Madras. Hon utbildade sig vidare och har en bachelor’s degree (motsvarande kandidatexamen) från Madras Christian College och en master’s degree i business administration (affärsadministration) från Indian Institute of Management Calcutta, samt en master’s degree i public and private management från Yale University 1980.
Nooyi började sin karriär inom näringslivet i Indien som produktchef vid Johnson & Johnson och textilföretaget Mettur Beardsell. Hon flyttade till USA för att utbilda sig vid Yale University. Efter utbildningen vid Yale University arbetade hon i sex år för Boston Consulting Group. Mellan 1986 och 1990 arbetade hon för Motorola och mellan 1990 och 1994 arbetade hon för Asea Brown Boveri.
1994 kom hon till PepsiCo och 2001 blev hon finanschef. Hon har lett företagets globala strategier i mer än ett årtionde, och hade bland annat en viktig roll i förvärvandet av Tropicana 1998 och Quaker Oats 2001, som också förde Gatorade till PepsiCo. År 2006 blev hon verkställande direktör för PepsiCo. Från 2000 och fram till 2006, under Nooyis tid som finanschef, ska enligt Business Week PepsiCos årliga omsättning ha ökat med 72 % och nettovinsten fördubblats till 5,6 miljarder.

## Privatliv
Indra Nooyi är gift och har två döttrar och bor i Greenwich i Connecticut. Hon är syster till sångerskan Chandrika Krishnamurthy Tandon.

## Utmärkelser
År 2008 utsågs Indra Nooyi till en av de bästa ledarna i USA av U.S. News & World Report. Hon var också med på tidskriften Institutional Investors All-America Executive Teams lista över bästa verkställande direktörer 2008-2011.